# Elaine Johnstone
Elaine Johnstone (ur. 9 października 1983 w Ashington) – brytyjska wioślarka.

## Osiągnięcia
- Mistrzostwa Świata – Poznań 2009 – jedynka wagi lekkiej – 15. miejsce[1].